# 那伽

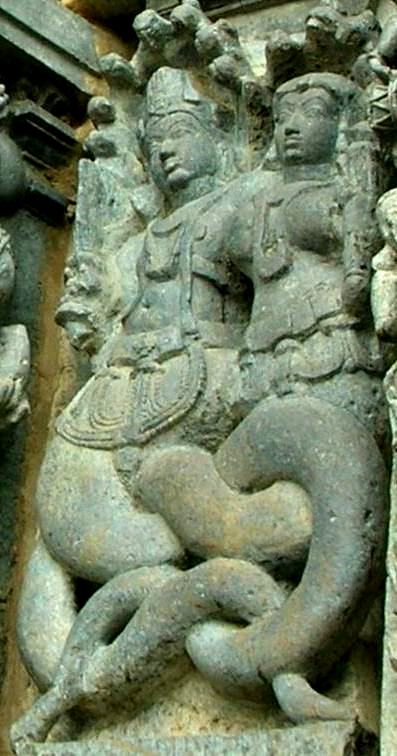
那伽夫妻，曷薩拉王朝時期在哈勒庇度的蛇神雕刻

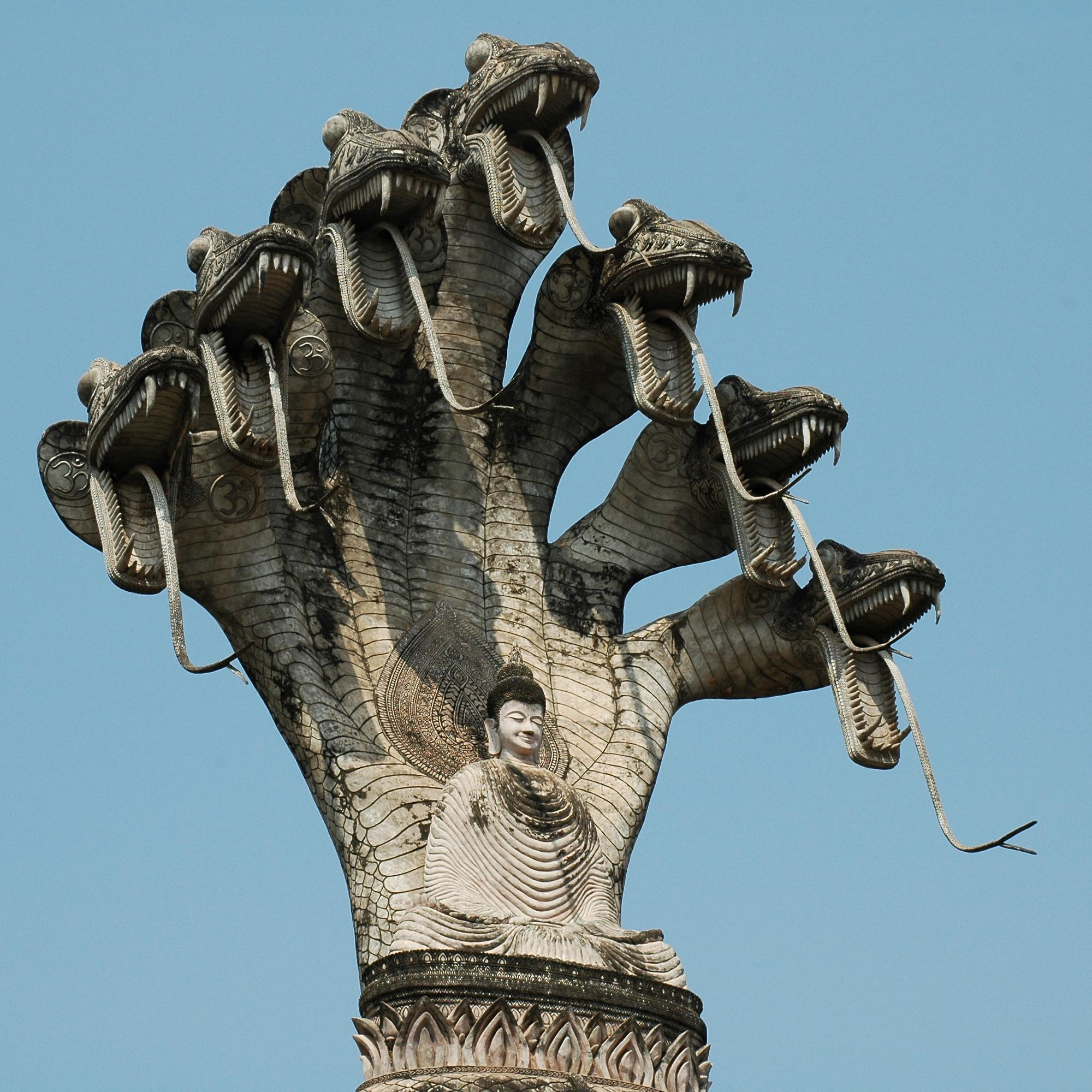
星期守護佛中的蛇神護法佛祖，通稱七龍佛

那伽（羅馬化：nāga），也譯為龍，是印度神話中的蛇神，掌管水源、河流與大海。這種生物的外表類似巨大的蛇，有一個頭或七個頭；其形像在婆羅門教、印度教和佛教經典中常有出現。但是這個詞的用法並不十分嚴格，它有時也被用來指代大象  或真正的蛇，尤其是眼鏡王蛇和印度眼鏡蛇（眼鏡蛇在印地語中的讀音就是“納格”）。另外，雌性的那伽被叫做“那姬”（nāgī）或“那姬尼”（nāgiṇī）。
在佛教中，被列為天龍八部之一。

## 印度教中的那伽
有关那伽的传说至今仍然是许多受印度文化影响的亚洲国家（如印度、尼泊尔、东南亚一些国家等）的传统文化的一部分。在印度，那伽被视为有灵性的生物，是泉水、井水和河流的保护神。它们能够造雨，因而带来丰收；但是也会带来如洪水和干旱等灾害，代表性的故事有巨蛇弗栗多堵水的傳說。有一种说法认为，那伽只有在受到人类不恭敬对待时，才会制造灾难。由于那伽的形象被与水联系在一起，因此通往它们居住的地宫的入口常被认为位于井、湖和河流的底部。对那伽的崇拜在印度南方地区尤其盛行，当地人相信那伽会给它们的崇拜者带来丰收。
古老的吠陀文献裡就已经提到了那伽的故事。吠陀中的宇宙之神和河川之主伐楼拿被认为是那伽族之王，他的这种属性也许是因为其与水的关系而来的。百道梵书裡讲到，那伽一族是迦叶波和苏罗娑（生主达刹之女）的后代。有关那伽的神话中最有名的是搅乳海的故事。据说，众天神（提婆族）和阿修罗为了得到不死甘露，联合起来奋力搅乳海；他们用曼陀罗山做搅棒，用那伽之王婆苏吉当绞绳，最后成功地获得了不死甘露。这个神话在往世书和《摩诃婆罗多》里都有提到。除了婆苏吉以外，著名的那伽还有舍沙（毗湿奴大神的忠实伙伴）和摩纳娑（女蛇神）。

## 佛教中的那伽

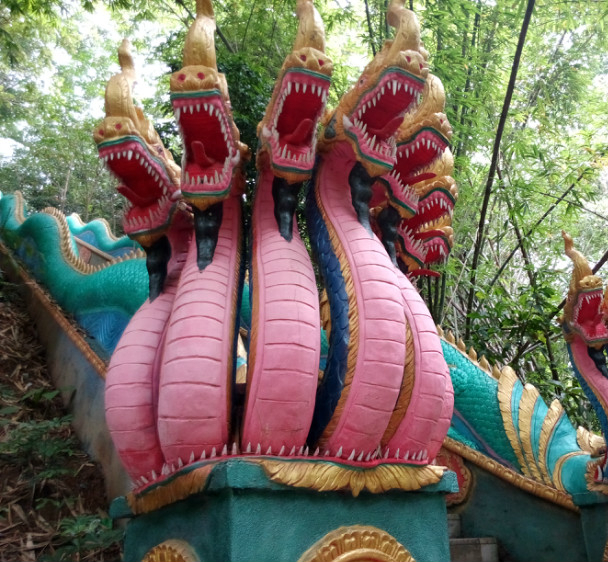
一段階梯上的那伽塑像，位於中國雲南西雙版納與緬甸邊境。

由于佛教也引入了印度传统的那伽（龙族）概念，在亚洲那些具有佛教渊源的国家和地区，民众对于那伽也并不陌生。在这些地方，原属于印度的那伽形象经常和本地传说中的相似生物（尤其是巨蛇或巨龙）混同起来。在西藏，人们将那伽和当地传说中的“鲁”等同起来，这是一种居住在湖泊底部或地下水中的生物，而且像西方传说中的龙一样守卫宝物。而汉传佛教通常将那伽翻译为“龙”，当然佛教的龙并不是中国传统文化中的龙，但後来已经混同不分。
佛教认为，龙是所谓天龙八部中的一支。天龙八部是佛教的護法，尤其龙部众生均以誓卫佛法为己任。当有人真正修行佛教时，龙部众生会被派遣下来保护修佛的人，称为「顺法行」善族龙王，经中说大约有十一个善族，又常说八大龙王护法。不过，佛教也提到了有“不顺法行”的龙存在。
投生到那伽神身的因緣，是過去常行善佈施，但无正念，又性急多怒，而得的果報。
在佛教传说里，那伽与同为天龙八部之一的大鹏金翅鸟是死敌（这来自婆罗门教神话）。金翅鸟以那伽为食：“龙有卵、胎、湿、化生等之别，为卵、胎、湿、化生等四种金翅鸟所吞食。” 但是那伽有毒，于是金翅鸟最后被毒死。类似的传说也出现在印度神话之中。
佛教提到了一些重要的那伽龙王的名字：法行龙王、象面、婆修吉、得叉迦、跋陀罗等。另，佛教《妙法莲华经》有八龙王，《华严经》有十龙王的概念，如其中都有娑竭罗龙王，祂的女儿龙女在“法华会”上示现成佛，後化身为童女辅佐观音菩萨。

## 那伽王
那伽在汉字文化圈中也称为神龙、龙，那伽王也称为“龙王”。
在印度教的传说中，最强大的那伽王一般有八位，牠们各有远古的渊源。佛教也认同牠们的存在，并认为牠们已经成为佛教的護法，在《华严经》中就已登场。佛教的八位那伽王，在进入汉地时被翻译为“八大龙王”，在藏地也被翻译爲“八大鲁（龙）王”。此外还有一些小龙王。
龙王的概念在道教中也得以建立，比如娑竭罗（海）龙王就演变为了道教和中国民间信仰裡的东海龙王。

## 流行文化中的那伽（娜迦）
文字相同的Naga代表的那伽（常被譯為娜迦），在西方流行文化中经常出现。
主要以欧洲传说为背景的龙与地下城系列里也包含了Naga，不过，其形象被异化，使它们看起来像是人鱼的半人（上身）半蛇（下身）的生物，而且经常只有女性。通常为一水生民族，在各个设定中不管是习性、来历还是外貌特征都有所不同。具有比人类略低的智力，身体下半身为鱼尾，却可以上到陆地上。属于一种怪物。
下面是一些有娜迦登场的电子游戏：
- 英雄无敌系列
- 最终幻想系列
- 魔兽争霸III：冰封王座与魔兽世界，精灵变异
- 女神轉生系列
- 韦诺之战
- 龍族拼圖

### 引用
1. ↑  《大智度論》卷3：「那伽，或名龍，或名象。是五千阿羅漢，諸阿羅漢中最大力，以是故言。如龍名象，水行中龍力大，陸行中象力大。」
2. ↑  《印度两大史诗评论汇编》，334页
3. ↑  《舍利弗问经》：舍利弗复白佛言。世尊。八部鬼神。以何因缘生于恶道。而常闻正法。
佛言。以二种业。一以恶故生于恶道。二以善故多受快乐。
又问。善恶二异可得同耶。
佛言。亦可得耳。是以八部鬼神。皆曰人非人也。
天神者。其之先身。以车舆舍宅饮食。供养三宝父母贤胜之人。犹怀悭俭谄嫉妒者故。受天神身。如普光净胜天神等。
虚空龙神者。修建德本。广行檀波罗蜜。不依正念。急性好嗔故。受人非人身。如摩尼光龙王等。
夜叉神者。好大布施。或先损害。后加饶益。随功胜负。故在天上空中地下。
乾闼婆者。前生亦少嗔恚。常好布施。以青莲自严。作众伎乐。今为此神。常为诸天奏诸伎乐。
阿修罗神者。志强。不随善友所作净福。好逐幻伪之人。作诸邪福。傍于邪师。甚好布施。又乐观他斗讼。故受今身。
迦娄罗神者。先修大舍。常有高心。以倰于物故受今身。
紧那罗神者。昔好劝人发菩提心。未正其志逐诸邪行。故得今身。摩睺罗伽神者。布施护法性好嗔恚。故受今身。
人非人等。皆由依附邪师行谄恶道。以邪乱正俱谓是道。以自建立。
4. ↑  长阿含经，卷十九龙鸟品
5. ↑  《正法念处经》卷十八〈畜生品〉：“法行龙王有七头，如象面、婆修吉、得叉迦、跋陀罗等诸龙王，嗔恚之心薄，忆念福德，随顺法行，故不受热沙之苦，以善心依时降雨，令世间五谷成熟。”